# Ken Kavanagh
Thomas Kenrick Kavanagh, més conegut com a Ken Kavanagh   (Melbourne, 12 de desembre de 1923 - Bèrgam, 26 de novembre de 2019), va ser un pilot d'automòbil i de moto australià que va arribar a disputar curses de Fórmula 1 i del campionat del món de motociclisme.

## Al Mundial de motociclisme
Amb moto va disputar 38 curses del campionat mundial, aconseguint 5 victòries i pujant 24 vegades al podi.

### Curses per any
Barem de puntuació de 1950 a 1968:
| Posició | 1 | 2 | 3 | 4 | 5 | 6 |
| Punts   | 8 | 6 | 4 | 3 | 2 | 1 |

(Ids. Grans Premis | Llegenda) (Curses en negreta indiquen pole; curses en  itàlica indiquen volta ràpida)
| Any  | Categoria | Equip      | 1      | 2      | 3      | 4     | 5     | 6     | 7     | 8     | 9     | Punts | Posició | Victòries |
| ---- | --------- | ---------- | ------ | ------ | ------ | ----- | ----- | ----- | ----- | ----- | ----- | ----- | ------- | --------- |
| 1951 | 350cc     | Norton     | ESP -  | CH -   | IOM NC | BEL - | DTT 3 | FRA - | ULS 2 | NAT 2 |       | 16    | 4t      | 0         |
| 1951 | 500cc     | Norton     | ESP -  | CH -   | IOM NC | BEL - | DTT - | FRA - | ULS 2 | NAT - |       | 6     | 9è      | 0         |
| 1952 | 350cc     | Norton     | CH -   | IOM NC | DTT 5  | BEL - | GER 2 | ULS 1 | NAT - |       |       | 16    | 5è      | 1         |
| 1952 | 500cc     | Norton     | CH -   | IOM 32 | DTT 3  | BEL - | GER 2 | ULS - | NAT - | ESP 3 |       | 14    | 6è      | 0         |
| 1953 | 250cc     | Moto Guzzi | IOM -  | DTT -  |        | GER - |       | ULS - | CH -  | NAT - | ESP 2 | 6     | 6è      | 0         |
| 1953 | 350cc     | Norton     | IOM 2  | DTT 3  | BEL 5  |       | FRA - | ULS - | CH 2  | NAT - | ESP - | 18    | 4t      | 0         |
| 1953 | 500cc     | Norton     | IOM NC | DTT 3  | BEL 4  | GER - | FRA 4 | ULS 1 | CH -  | NAT - | ESP - | 18    | 4t      | 1         |
| 1954 | 250cc     | Moto Guzzi | FRA -  | IOM NC | ULS -  |       | DTT 4 | GER - | CH -  | NAT - |       | 3     | 13è     | 0         |
| 1954 | 350cc     | Moto Guzzi | FRA -  | IOM NC | ULS -  | BEL 1 | DTT - | GER - | CH 2  | NAT 3 | ESP - | 18    | 4t      | 1         |
| 1954 | 500cc     | Moto Guzzi | FRA -  | IOM NC | ULS -  | BEL 2 | DTT - | GER 4 | CH -  | NAT 6 | ESP 2 | 16    | 3r      | 0         |
| 1955 | 350cc     | Moto Guzzi |        | FRA -  | IOM NC | GER 5 | BEL - | DTT 1 | ULS - | NAT 3 |       | 14    | 4t      | 1         |
| 1955 | 500cc     | Moto Guzzi | ESP -  | FRA -  | IOM 3  | GER - | BEL - | DTT - | ULS - | NAT - |       | 4     | 12è     | 0         |
| 1956 | 350cc     | Moto Guzzi | IOM 1  | DTT 5  | BEL -  | GER - | ULS - | NAT - |       |       |       | 10    | 6è      | 1         |
| 1959 | 125cc     | Ducati     |        | IOM NC | GER -  | DTT 6 | BEL 5 | SWE 5 | ULS 4 | NAT - |       | 8     | 8è      | 0         |
| 1959 | 500cc     | Norton     | FRA -  | IOM -  | GER 4  | DTT - | BEL - |       | ULS - | NAT - |       | 3     | 11è     | 0         |
| 1960 | 125cc     | Ducati     | IOM NC | DTT -  | BEL -  | ULS - | NAT - |       |       |       |       | 0     | -       | 0         |

## A la F1
Va debutar a la segona cursa de la temporada 1958 (la novena temporada de la història) del campionat del món de la Fórmula 1, disputant el 18 de maig del 1958 el GP de Mònaco al Circuit de Montecarlo.
Ken Kavanagh va participar en dues curses puntuables pel campionat de la F1, no aconseguint qualificar-se per disputar la cursa en cap de les ocasions i no assolí cap punt pel campionat.

### Resultats a la Fórmula 1
| Any  | Equip        | Xassís   | Motor    | 1   | 2       | 3   | 4   | 5       | 6   | 7   | 8   | 9   | 10  | 11  | Posició | Punts |
| ---- | ------------ | -------- | -------- | --- | ------- | --- | --- | ------- | --- | --- | --- | --- | --- | --- | ------- | ----- |
| 1958 | Ken Kavanagh | Maserati | Maserati | ARG | MON NVQ | HOL | 500 | BEL NVS | FRA | GBR | ALE | POR | ITA | MAR | -       | 0     |

### Resum
| Curses: | Victòries: | Pòdiums: | Poles: | Voltes ràpides: | Punts: |
| ------- | ---------- | -------- | ------ | --------------- | ------ |
| 2       | 0          | 0        | 0      | 0               | 0      |